# Herminia Llorente
Herminia Llorente fue una actriz y declamadora argentina de larga trayectoria en su país y México.

## Carrera
Fue una reconocida actriz de reparto, Herminia Llorente debutó tanto en el cine como sobre el escenario en decenas de obras argentinas.
Durante la época de oro del cine argentino, se inicia con el film Éramos seis en 1945 de Carlos Borcosque, junto a Sabina Olmos y Roberto Airaldi. Se despide con La comedia inmortal (1951), con los protagónicos de Olga Zubarry y Juan Carlos Thorry.
Herminia Llorente, fue a México con el propósito de establecer su carrera, y fue allí donde la continúo hasta el día de su muerte. Su gran amigo fue el actor mexicano William Zamora. Allí se casa con el actor Xavier Loyá, siendo madrina del casamiento Libertad Lamarque y el padrino el compositor Agustín Lara, quien fue además tío del novio.

## Filmografía
- 1955: El secreto de una mujer (película mexicana)
- 1951: La comedia inmortal
- 1950: Al compás de tu mentira.
- 1949: Nace la libertad.
- 1945: Éramos seis.

## Teatro
- Don Juan Tenorio (1950), con Juan Carlos Thorry.
- La mujerzuela respetuosa (1953)
- La Verdad Desnuda (1956)